# Hugo de Souza Lopes
Hugo de Souza Lopes (Rio de Janeiro, 5 de janeiro de 1909 – Rio de Janeiro, 10 de maio de 1991) foi um entomólogo, pesquisador e professor universitário brasileiro. 
Membro titular da Academia Brasileira de Ciências (1952), Hugo foi um dos dez cientistas da Fiocruz compulsoriamente aposentados pela Ditadura Militar, no episódio que ficou conhecido como o Massacre de Manguinhos. Era um dos maiores especialistas mundiais em dípteras necrofágicas, moscas que consomem e parasitam outros animais.

## Biografia
Hugo nasceu na capital fluminense em 1909. Graduou-se como médico veterinário pela Escola Superior de Agricultura e Medicina Veterinária, em 1933, hoje a Universidade Federal Rural do Rio de Janeiro. Quando ainda era estudante, em 1931, começou a estagiar como voluntário no laboratório de Lauro Pereira Travassos, onde começou suas pesquisas sobre as moscas Sarcophagidae.
De 1932 a 1938 foi auxiliar técnico da Seção de Entomologia do Instituto de Biologia Vegetal, chefiada por frei Thomas Borgmeier. Retornou à Fiocruz em 1938, onde foi pesquisador da Seção de Helmintologia (1949) e chefe da Seção de Entomologia (1960-1964). Foi professor de zoologia médica, parasitologia e entomologia na escola onde se formou (1934-1964), no Curso de Aplicação do IOC (1950-1968) e no Curso de Saúde Pública da Fundação Gonçalo Muniz (1951).

## Ditadura
Sua carreira científica foi interrompida pelo governo militar. Em 1970 ele e mais outros nove pesquisadores pioneiros da Fiocruz foram exonerados e proibidos de trabalhar pelos AI-5 e AI-10, evento conhecido como o Massacre de Manguinhos. Além de não poder trabalhar em qualquer instituição científica ou universitária, seus direitos civis também foram suspensos por dez anos.
Foi então para o Museu Nacional, onde continuou suas pesquisas no laboratório de entomologia. Em 1976, começou a trabalhar na Universidade Santa Úrsula.

## Últimos anos
Com a anistia, Hugo foi reintegrado à Fiocruz em 1986 e passou a atuar no Departamento de Biologia da Fiocruz como pesquisador titular. Suas pesquisas abrangiam as áreas da entomologia, malacologia e botânica. Descreveu inúmeros gêneros e espécies de insetos, com mais de duzentas publicações nessa área. Foi o pioneiro na criação de insetos em dietas artificiais. Para isso, inoculou larvas jovens em tubos de ensaio com gelose esterilizada, o que lhe permitiu criar diferentes espécies de moscas. Com a evolução dessas técnicas, foram efetuados diversos ensaios, adicionando-se à gelose certos produtos, tais como leite em pó, gema de ovo, fermentos, dentre outros, tratados no texto, visando sempre o melhor desempenho das larvas e a obtenção de adultos mais vigorosos.

## Morte
Hugo morreu em 10 de maio de 1991, no Rio de Janeiro, aos 82 anos. Em sua homenagem, uma rua no campus da Fiocruz de Manguinhos recebe seu nome.